# 施泰因基兴
施泰因基兴是德国下萨克森州的一个市镇。总面积9.56平方公里，总人口1536人，其中男性763人，女性773人（2011年12月31日），人口密度161人/平方公里。